# Chlorophorus disconotatus
Chlorophorus disconotatus là một loài bọ cánh cứng trong họ Cerambycidae.